# Transponder (aviação)

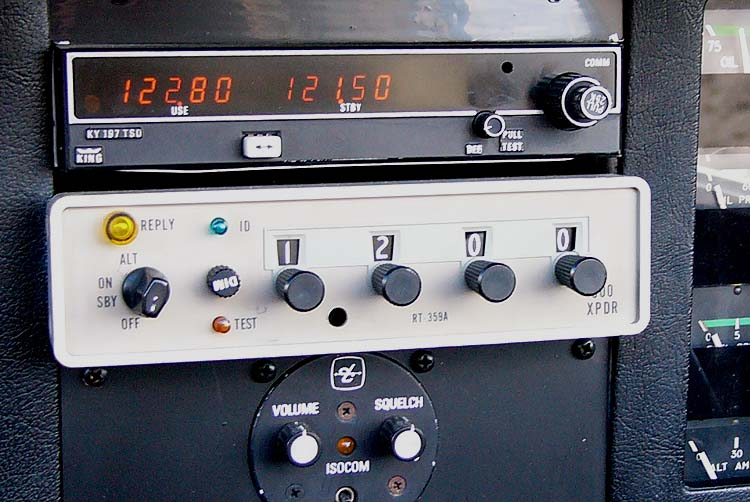
Transponder de um Cessna ARC RT-359A (caixa bege), abaixo de um rádio VHF. Neste exemplo, o código do transponder selecionado é 1200 para voo VFR (no espaço aéreo norte-americano). O botão verde IDENT está marcado como "ID".

Um transponder (abreviação de trans mitter-res ponder e às vezes abreviado para XPDR, XPNDR, TPDR ou TP) é um dispositivo eletrônico que produz uma resposta quando recebe um rádio -interrogatório de frequência. As aeronaves possuem transponders para auxiliar na identificação no radar de controle de tráfego aéreo. Os sistemas de prevenção de colisões foram desenvolvidos para usar transmissões de transponder como meio de detectar aeronaves em risco de colidir umas com as outras.
As unidades de controle de tráfego aéreo usam o termo "squawk" quando estão atribuindo a uma aeronave um código transponder, por exemplo, "Squawk 7421". Squawk, portanto, pode significar "selecionar o código do transponder" ou "squawking xxxx " para significar "eu selecionei o código do transponder xxxx ".
O transponder recebe interrogação do Radar de Vigilância Secundária em 1030 MHz e responde em 1090 MHz.

## Radar de vigilância secundário
Radar de vigilância secundário (SSR) é referido como "secundário", para distingui-lo do "radar primário" que funciona refletindo passivamente um sinal de rádio fora da pele da aeronave. O radar primário determina o alcance e a orientação para um alvo com fidelidade razoavelmente alta, mas não pode determinar a elevação do alvo (altitude) de forma confiável, exceto a curta distância. O SSR usa um transponder ativo (baliza) para transmitir uma resposta a uma interrogação por um radar secundário. Essa resposta geralmente inclui a altitude de pressão da aeronave e um identificador octal de 4 dígitos.

## Operação
Um piloto pode ser solicitado a gritar um determinado código por um controlador de tráfego aéreo, via rádio, usando uma frase como "Cessna 123AB, squawk 0363". O piloto então seleciona o código 0363 em seu transponder e a pista na tela do radar do controlador de tráfego aéreo ficará corretamente associada à sua identidade.
Como o radar primário geralmente fornece informações de posição de rumo e alcance, mas não possui informações de altitude, os transponders de modo C e modo S também relatam altitude de pressão. As informações de altitude do Modo C vêm convencionalmente do altímetro do piloto e são transmitidas usando um código Gray modificado, chamado código Gillham. Onde o altímetro do piloto não contém um codificador de altitude adequado, um codificador cego (que não exibe diretamente a altitude) é conectado ao transponder. Em torno do espaço aéreo movimentado, muitas vezes há um requisito regulatório de que todas as aeronaves sejam equipadas com transponders de modo C ou modo S de relatório de altitude. Nos Estados Unidos, isso é conhecido como véu Modo C. Os transponders do modo S são compatíveis com a transmissão do sinal do modo C e têm a capacidade de relatar em incrementos de 25 pés; eles recebem informações de um receptor GPS e também transmitem localização e velocidade. Sem o relatório de altitude de pressão, o controlador de tráfego aéreo não exibe informações precisas de altitude e deve confiar na altitude informada pelo piloto via rádio. Da mesma forma, o sistema de prevenção de colisões de tráfego (TCAS) instalado em algumas aeronaves precisa das informações de altitude fornecidas pelos sinais do transponder.

## Identificação
Todos os transponders de modo A, C e S incluem uma chave "IDENT" que ativa um décimo terceiro bit especial na resposta do modo A conhecido como IDENT, abreviação de "identificar". Quando o equipamento de radar baseado em terra recebe o bit IDENT, isso resulta no "florescimento" do blip da aeronave no escopo do radar. Isso é frequentemente usado pelo controlador para localizar a aeronave, entre outros, solicitando a função ident do piloto, por exemplo, "Cessna 123AB, squawk 0363 and ident".
Ident também pode ser usado em caso de falha de rádio relatada ou suspeita para determinar se a falha é apenas de uma via e se o piloto ainda pode transmitir ou receber, mas não ambas, por exemplo, "Cessna 123AB, if you read, squawk ident".

## Códigos de transponder
Os códigos de transponder são números de quatro dígitos transmitidos por um transponder de aeronave em resposta a um sinal de interrogação de radar de vigilância secundário para auxiliar os controladores de tráfego aéreo na separação de tráfego. Um código transponder discreto (muitas vezes chamado de código squawk) é atribuído pelos controladores de tráfego aéreo para identificar uma aeronave exclusivamente em uma região de informação de voo (FIR). Isso permite a fácil identificação de aeronaves no radar.
Os códigos são compostos por quatro dígitos octais ; os mostradores de um transponder lêem de zero a sete, inclusive. Quatro dígitos octais podem representar até 4096 códigos diferentes, razão pela qual esses transponders são às vezes descritos como "transponders de código 4096".
O uso da palavra "squawk" vem da origem do sistema no sistema de identificação amigo ou inimigo da Segunda Guerra Mundial, que foi codinome "Parrot".

### Códigos atribuídos pelo controle de tráfego aéreo
Alguns códigos podem ser selecionados por aeronaves se e quando a situação o exigir ou permitir, sem permissão do controle de tráfego aéreo (ATC). Outros códigos são geralmente atribuídos por unidades ATC. Para voos com regras de voo por instrumentos (IFR), o código squawk normalmente é atribuído como parte da autorização de partida e permanece o mesmo durante todo o voo.
Normalmente, os pilotos são obrigados a aplicar o código, atribuído pelo controle de tráfego aéreo, a esse voo específico. Ocasionalmente, os países podem especificar códigos genéricos a serem usados na ausência de um código atribuído. Esses códigos genéricos são especificados no Manual de Informações Aeronáuticas ou Publicação de Informações Aeronáuticas desse país. Existem também códigos de transponder padrão para situações definidas pela Organização da Aviação Civil Internacional (marcadas abaixo como ICAO).

### Códigos internacionais
Os códigos internacionais são definidos pela Organização da Aviação Civil Internacional e são soberanos sob os códigos locais sob os países que fazem parte da organização. Os códigos de transponder mostrados nesta lista na cor VERMELHA são apenas para uso de emergência, como sequestro de aeronave, falha de comunicação de rádio ou outro tipo de emergência.
| Código | Utilização |
| ------ | --- |
| 1000   | Código modo A não-discreto reservado para uso em ambiente radar/ADS-B modo S onde a identificação da aeronave será utilizada para correlacionar o plano de voo ao invés do código modo A. |
| 2000   | Código emitido ao entrar em uma área de radar de vigilância secundária (SSR) de uma área não SSR usada como código de aviso de voo IFR não controlado.                                    |
| 7000   | Código squawk padrão VFR quando nenhum outro código foi atribuído. |
| 7500   | Sequestro de aeronave. |
| 7600   | Falha de rádio (comunicações perdidas). |
| 7700   | Emergência |

### Códigos da Agência Europeia para a Segurança da Aviação (incluindo Portugal)
Os códigos da Agência Europeia para a Segurança da Aviação (AESA) são códigos não soberanos aos da Organização da Aviação Civil Internacional porém são soberanos sob território europeu e os países membros da União Europeia.
| Código | Utilização |
| ------ | --- |
| 0000   | Código de modo A não discreto; não deve ser usado. |
| 2000   | Código que o piloto deve definir na ausência de instruções ATS relacionadas à definição do código, a menos que não esteja recebendo serviços de tráfego aéreo. |
| 7000   | Código que o piloto deve definir quando não estiver recebendo serviços de tráfego aéreo, salvo disposição em contrário da autoridade competente.               |

## Incidentes relacionados ao transponder
- Voo Aeroméxico 498 — 31 de agosto de 1986 (uma das aeronaves equipadas com o modo A, mas não o modo C, transponder)
- Voo 655 do Irã — 3 de julho de 1988 (interpretação incorreta do código do transponder, um fator de identidade equivocada e abate)
- Voo 706 da Proteus Airlines — 30 de julho de 1998 (colisão no ar; uma das aeronaves teve seu transponder desligado)
- Voo 85 da Korean Air — 11 de setembro de 2001 (suspeita de sequestro envolvendo o código do transponder, alarme falso)
- Gol Voo 1907 — 29 de setembro de 2006 (colisão no ar; uma das aeronaves teve seu transponder desligado)